# Heerlijkheid Schüpfergrund
Schüpfergrund  was een heerlijkheid binnen het Heilige Roomse Rijk. De heerlijkheid was niet bij een kreits ingedeeld.
De heerlijkheid bestond omstreeks 1800 uit het slot Unterschüpf en de dorpen Oberschüpf, Lengenrieden, Uiffingen, half Sachsenflur en Kupprichhausen. (Al deze plaatsen zijn nu een deel van de stad Boxberg). Het slot Unterschüpf was een leen van het keurvorstendom Mainz.
De heerlijkheid was het gemeenschappelijk bezit van de graaf van Hatzfeld, de heer van Hoheneck, de heer van Gemmingen en de heer van Seyfried.
Toen paragraaf 20 van de Reichsdeputationshauptschluss van 25 februari 1803 aan de vorst van Leiningen de ambten Miltenberg, Buchen, Seeligenthal, Amorbach en Bischofsheim van het voormalige keurvorstendom Mainz toekende, nam Leiningen ook Schüpfergrund in bezit. 
Door de Rijnbondakte van 12 juli 1806 wordt het vorstendom Leiningen en dus ook de Schüpfergrund onder soevereiniteit van het groothertogdom Baden geplaatst.